# Leucophora setosa
Leucophora setosa är en tvåvingeart som först beskrevs av Seguy 1925.  Leucophora setosa ingår i släktet Leucophora och familjen blomsterflugor.
Artens utbredningsområde är Frankrike. Inga underarter finns listade i Catalogue of Life.